# Leucopternis
A Leucopternis a madarak osztályának a vágómadár-alakúak (Accipitriformes) rendjébe, a vágómadárfélék (Accipitridae) családjába és a ölyvformák (Buteoninae) alcsaládjába tartozó nem. Egyes szervezetek a fajok egy részét máshova sorolják.

## Rendszerezésük
A nemet Johann Jakob Kaup német természettudós és ornitológus 1847-ben, az alábbi fajok tartoznak ide:
- Leucopternis semiplumbeus
- kantáros erdeiölyv (Leucopternis melanops)
- Leucopternis kuhli
- atlanti erdeiölyv (Leucopternis lacernulatus[1] vagy Buteogallus lacernulatus)[2]
- juhász erdeiölyv (Leucopternis schistacea[1] vagy Buteogallus schistaceus)[2]
- dolmányos erdeiölyv (Leucopternis polionotus[1] vagy Pseudastur polionotus)[2]
- fehér erdeiölyv (Leucopternis albicollis[1] vagy Pseudastur albicollis)[2]
- tumbesi erdeiölyv (Leucopternis occidentalis[1] vagy Pseudastur occidentalis)[2]
- csokó erdeiölyv (Leucopternis plumbeus[1] vagy Cryptoleucopteryx plumbea)[2]
- herceg erdeiölyv (Leucopternis princeps[1] vagy Morphnarchus princeps)[2]